# Ky Fan
Ky Fan (樊), né le 19 septembre 1914 à Hangzhou en Chine et mort le 22 mars 2010 à Santa Barbara en Californie, est un mathématicien d'origine chinoise. Après un passage par Paris, où il prépare et soutient sa thèse de doctorat sous la direction de Maurice Fréchet et un poste de chargé de recherches au CNRS, il part pour les États-Unis, où se déroule le reste de sa carrière.

## Biographie
Ky Fan est né à Hangzhou, capitale de la province chinoise du Zhejiang. Son père, Fan Qi (樊 琦, 1879–1947), a travaillé pour les tribunaux des districts de Jinhua et Wenzhou. À huit ans, il accompagne son père à Jinhua et fait ses études secondaires dans plusieurs écoles de la province du Zhejiang.
En 1932, Ky Fan s'inscrit à l'université de Pékin pour y faire des études de mathématiques. Initialement, il souhaitait devenir ingénieur, mais son choix s'est finalement porté sur les mathématiques, sous l'influence de son oncle Feng Zuxun ( 冯 祖 荀, né à Hangzhou en 1880, mort à Pékin en 1940), qui était un mathématicien de renom en Chine et, à cette époque, président du département de mathématiques de l'université de Pékin. Après ses études, Fan est devenu enseignant assistant dans le département.
C'est en 1939 que Ky Fan arrive à Paris comme boursier, avec comme il le raconte lui-même, le plan du métro de Paris et un grand désir de faire des mathématiques. Il prépare une thèse de doctorat ès sciences à la faculté des sciences de Paris sous la direction de Maurice Fréchet, et la soutiendra en 1941. Il devient ensuite chargé de recherche au CNRS jusqu'en 1945.
Après deux années à l’Institute for Advanced Study à Princeton, au contact de John von Neumann et d’Hermann Weyl et malgré un intense désir de retourner en Chine, il reste aux États-Unis, à l'université Notre-Dame jusqu’en 1965, et à l’université de Californie à Santa Barbara où il terminera sa carrière. Ky Fan est élu membre de l'Academia sinica (Taipei, Taïwan) en 1964 et est directeur de son Institut de mathématiques de 1978 à 1984.
Il meurt à Santa Barbara le 22 mars 2010. Sa première épouse, Yu-Fen Fan, était morte en 1999 et il s'était marié en secondes noces avec Xiaoxia Wang.

## Contributions scientifiques
Le champ d'activité de Ky Fan est très vaste : théorie des opérateurs, analyse convexe et inégalités, analyse matricielle, topologie et théorèmes de point fixe.
L'inégalité de trace de Ky Fan majore le produit scalaire de deux matrices symétriques par le produit scalaire euclidien de leurs valeurs propres en ordre décroissant. C'est un raffinement de l'inégalité de Cauchy-Schwarz sur l'ensemble euclidien des matrices symétriques.

## Quelques publications
- Sur quelques notions fondamentales de l'analyse générale : Thèse de doctorat, 1941 (lire en ligne)
- (avec M. R. Fréchet) Introduction à la topologie combinatoire, vol. I : Initiation, Paris, Vuibert, 1949
  - (en) Invitation to combinatorial topology, Mineola, N.Y., Dover, 2003.
- (en) « On a theorem of Weyl concerning eigenvalues of linear transformations », PNAS, vol. 35,‎ 1949, p. 652-655 (lire en ligne)
- (en) « Fixed-point and minimax theorems in locally convex linear spaces », PNAS, vol. 38,‎ 1952, p. 121–126
- (en) K. Fan, « Inequalities III », dans Proceedings of the Third Symposium on Inequalitites, Academic Press, 1972, p. 103–113

## Postérité
- En 1999, Ky Fan et son épouse Yu-Fen Fan (燕 又 芬) font un don d'un million de dollars à l'American Mathematical Society, pour créer le Ky and Yu-Fen Fan Endowment[3].
- Ky Fan a dirigé 23 thèses de doctorat[4].
- Ses 140 articles ont combiné 788 citations.